# Aerosvit
Pour les articles homonymes, voir AEW.
AeroSvit Ukrainian Airlines (code AITA : VV, code OACI : AEW) est une compagnie aérienne d'Ukraine.
Son nom en ukrainien est АероСвіт (ancien nom AeroSvit).
La compagnie s'est déclarée en faillite devant le tribunal de Kiev le 29 décembre 2012 mais pas en cessation de paiement ce qui lui permet de poursuivre son activité.
L'aéroport de Kiev a suspendu l'activité de la compagnie le 4 janvier 2013 en raison des dettes non réglées .

## Flotte

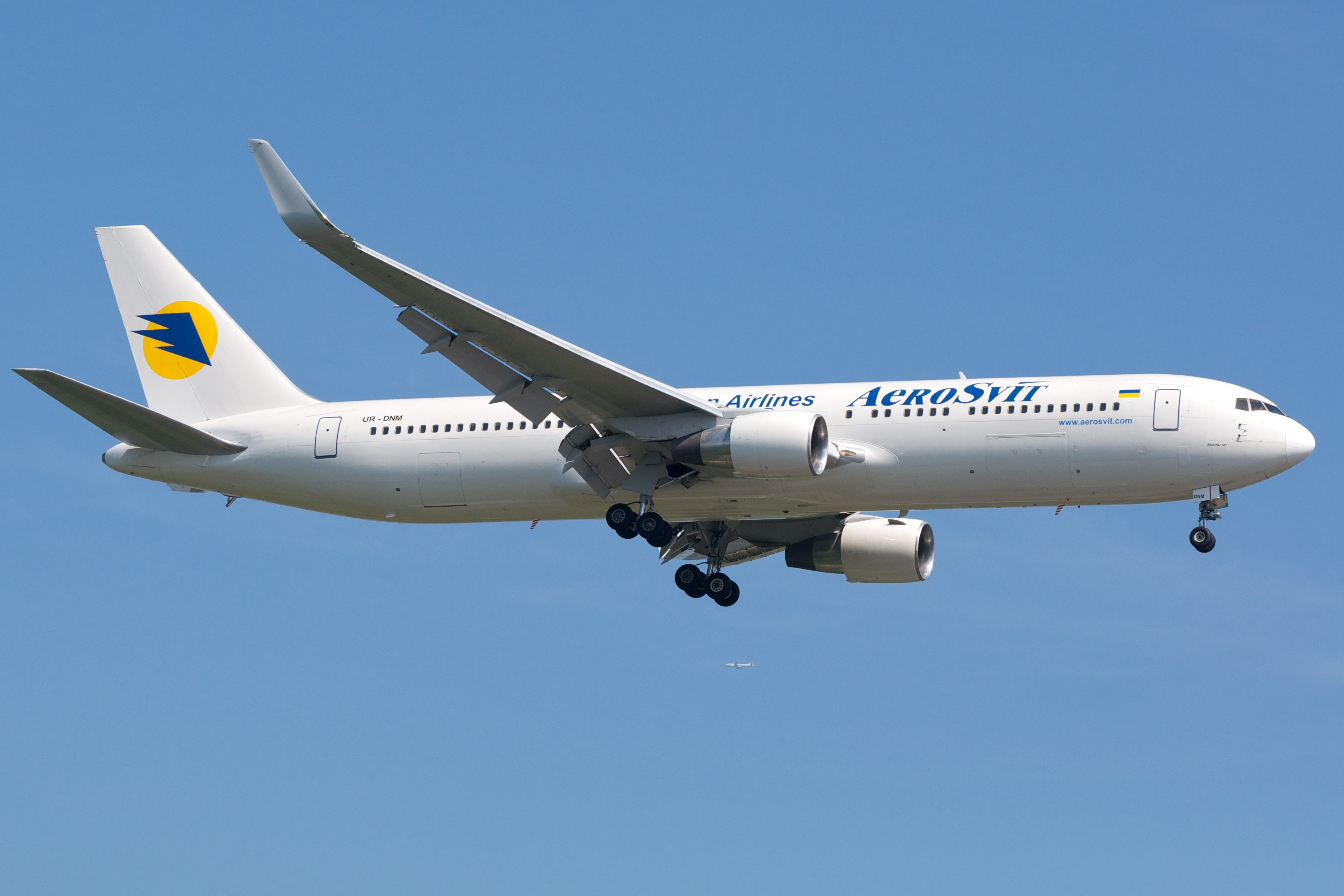
Boeing 767-300ER d'AeroSvit

La flotte en opération en mars 2012:
- 3 Airbus A320
- 3 Boeing 737-300
- 5 Boeing 737-400
- 8 Boeing 737-500
- 1 Boeing 737-800
- 9 Boeing 767-300
- 1 Saab 340